# Carlos Mendes
Carlos Mendes (Mineola, 25 dicembre 1980) è un allenatore di calcio ed ex calciatore statunitense di origini portoghesi, di ruolo difensore.

## Carriera

### Giocatore
Dopo essersi laureato, Mendes va a giocare nel Long Island Rough Riders della USL Pro Soccer League, che lo ha trasformato in un difensore. Dopo aver giocato con parsimonia per i Rough Riders, nel 2002, Mendes si trasferì ai Raging Rhinos di Rochester, dove divenne un calciatore coerente per le prossime due stagioni. Mendes ha firmato con i New York Red Bulls prima dell'inizio della stagione 2005. Durante la stagione del 2006, ha giocato in ogni partita della stagione. Per i suoi sforzi, è stato votato il miglior difensore della squadra dell'anno da parte dei membri dei mezzi di comunicazione di calcio.
Mendes ha continuato ad essere titolare durante la prima parte della stagione 2007. Tuttavia, egli è caduto in una disgrazia con l'allenatore Bruce Arena ed è stato dentro e fuori dalla rosa durante l'ultima parte della stagione. Ha concluso la stagione con 23 presenze. Per la stagione 2008 è stato trasformato in un centrocampista difensivo ed ha giocato in 17 partite della stagione. Tornò difensore nei playoff della MLS a partire dalla vittoria del club per 1-0 contro il Real Salt Lake, aiutando il club a raggiungere la sua prima finale della MLS Cup. Nel 2009 un infortunio ha tenuto fuori dai giochi Mendes per un bel po' di tempo, infatti ha fatto solamente 12 presenze in campionato. Una volta in piena forma, nella stagione 2010, ha sostituito Mike Petke come difensore centrale di prima scelta.

## Statistiche

### Presenze e reti nei club
| Stagione              | Squadra               | Campionato            | Campionato | Campionato | Coppe nazionali | Coppe nazionali | Coppe nazionali | Coppe continentali | Coppe continentali | Coppe continentali | Altre coppe | Altre coppe | Altre coppe | Totale | Totale | Totale |
| Stagione              | Squadra               | Comp                  | Pres       | Reti       | Comp            | Pres            | Reti            | Comp               | Pres               | Reti               | Comp        | Pres        | Reti        | Pres   | Reti   |        |
| --------------------- | --------------------- | --------------------- | ---------- | ---------- | --------------- | --------------- | --------------- | ------------------ | ------------------ | ------------------ | ----------- | ----------- | ----------- | ------ | ------ | ------ |
| 2005                  | N.Y. Red Bulls        | MLS                   | 24+2       | 0          | USOC            | 1               | 0               | -                  | -                  | -                  | -           | -           | -           | 27     | 0      |        |
| 2006                  | N.Y. Red Bulls        | MLS                   | 31+2       | 0          | USOC            | 2               | 0               | -                  | -                  | -                  | -           | -           | -           | 35     | 0      |        |
| 2007                  | N.Y. Red Bulls        | MLS                   | 23         | 0          | USOC            | 1               | 0               | -                  | -                  | -                  | -           | -           | -           | 24     | 0      |        |
| 2008                  | N.Y. Red Bulls        | MLS                   | 17+3       | 0          | USOC            | 1               | 0               | -                  | -                  | -                  | -           | -           | -           | 21     | 0      |        |
| 2009                  | N.Y. Red Bulls        | MLS                   | 12         | 0          | USOC            | 1               | 0               | -                  | -                  | -                  | -           | -           | -           | 13     | 0      |        |
| 2010                  | N.Y. Red Bulls        | MLS                   | 21+2       | 0          | USOC            | 3               | 0               | -                  | -                  | -                  | -           | -           | -           | 26     | 0      |        |
| 2011                  | N.Y. Red Bulls        | MLS                   | 18+2       | 0          | USOC            | 0               | 0               | -                  | -                  | -                  | -           | -           | -           | 20     | 0      |        |
| Totale N.Y. Red Bulls | Totale N.Y. Red Bulls | Totale N.Y. Red Bulls | 146+11     | 0          |                 | 9               | 0               |                    | -                  | -                  |             | -           | -           | 166    | 0      |        |
| 2012                  | Columbus Crew         | MLS                   | 12         | 0          | USOC            | 0               | 0               | -                  | -                  | -                  | -           | -           | -           | 12     | 0      |        |
| 2013                  | N.Y. Cosmos           | NASL                  | 13+1       | 0          | USOC            | 0               | 0               | -                  | -                  | -                  | -           | -           | -           | 14     | 0      |        |
| 2014                  | N.Y. Cosmos           | NASL                  | 25+1       | 2+0        | USOC            | 3               | 0               | -                  | -                  | -                  | -           | -           | -           | 29     | 2      |        |
| 2015                  | N.Y. Cosmos           | NASL                  | 28+2       | 2+0        | USOC            | 2               | 0               | -                  | -                  | -                  | -           | -           | -           | 32     | 2      |        |
| 2016                  | N.Y. Cosmos           | NASL                  | 27+2       | 0          | USOC            | 3               | 0               | -                  | -                  | -                  | -           | -           | -           | 32     | 0      |        |
| 2017                  | N.Y. Cosmos           | NASL                  | 18+2       | 1+0        | USOC            | 1               | 0               | -                  | -                  | -                  | -           | -           | -           | 21     | 1      |        |
| Totale N.Y. Cosmos    | Totale N.Y. Cosmos    | Totale N.Y. Cosmos    | 111+8      | 5+0        |                 | 9               | 0               |                    | -                  | -                  |             | -           | -           | 125    | 5      |        |
| Totale carriera       | Totale carriera       | Totale carriera       | 269        | 5          |                 | 18              | 0               |                    | -                  | -                  |             | -           | -           | 296    | 5      |        |

## Palmarès

### Giocatore
- USL Second Division: 1

L.I. Rough Riders: 2002
- Campionato NASL II: 3

N.Y Cosmos: 2013, 2015, 2016